# Dysdera punctata
Dysdera punctata là một loài nhện trong họ Dysderidae.
Loài này thuộc chi Dysdera. Dysdera punctata được Carl Ludwig Koch miêu tả năm 1838.